# Ana María Pérez del Campo
Ana María Pérez del Campo   (Madrid, 19 de maig de 1936) Ana María Pérez del Campo Noriega és una activista feminista espanyola diplomada en dret matrimonial. Va ser pionera en la lluita pels drets de les dones durant la dictadura franquista i la transició espanyola. És co-fundadora de la primera associació de dones separades creada a Espanya el 1973. El 1981 va participar en la redacció de l'esborrany de la llei de divorci a Espanya el 1981. Ha lluitat durant dècades per la igualtat legal de les dones i contra la violència de gènere. El 1991 va fundar el primer centre integral d'atenció a les víctimes de violència de gènere. El 1981 va ser triada presidenta de l'Associació de Dones Separades i Divorciades i el 1987, presidenta de Federació d'Associacions de Dones Separades i Divorciades, continuant ininterrompudament en aquests càrrecs després de reiterades eleccions. És pionera també en la utilització del concepte terrorisme de gènere per denunciar la violència contra les dones que considera "fruit de la ideologia del sistema patriarcal.

## Biografia
Va néixer a Madrid el 19 de maig de 1936 en el si d'una família benestant. Es va casar el 1956 i ella mateixa -ha explicat en diverses entrevistes- que va ser víctima de maltractament psicològic i físic des de l'inici del seu matrimoni.
Amb 25 anys, dos fills i embarassada del tercer se'n va anar de casa i va iniciar el seu procés legal de separació davant els tribunals eclesiàstics, ja que no estava permès el divorci en una societat on imperava l'autoritat marital. Va trigar nou anys a aconseguir la separació legal.
A la fi dels seixanta va impulsar al costat de la historiadora Mabel Pérez Serrano un moviment d'assessorament i suport legal a les dones que cristal·litzaria en l'Associació de Dones Separades, a la qual es va afegir "i Divorciades", ja en democràcia, el 1980.
El 1973 van redactar, amb la participació també de Carmen García Castelló, uns dobles estatuts, civils i canònics, que van presentar al Ministeri de l'Interior i a l'arquebisbat de Madrid. Aquest mateix any va ser aprovada la primera associació a Espanya de dones separades, una plataforma que va forjar un germen feminista amb accions cada vegada més àmplies: des de tancaments a les esglésies, a gestos com el boicot a la cistella de la compra, passant per un programa en Ràdio Nacional, Les Pérez, en el qual demanaven el divorci i que es modifiquessin les lleis que impedien l'avanç de les dones, o estudis sobre la discriminació de la dona en els llibres de text.
El seu activisme els va costar registres domiciliaris, detencions i el pas pels calabossos de la Direcció general de Seguretat sent assistida legalment per Gregorio Peces Barba i Tomás de la Quadra-Salcedo.
Es va diplomar en Dret Matrimonial i Pràctica Processal per la Universitat Pontifícia de Comillas el 1974.
L'any 1975 va ser declarat Any Internacional de la Dona. Ana María Pérez del Camp va participar amb un grup de feministes espanyoles a la I Conferència Mundial sobre la Dona a ciutat de Mèxic. També es va celebrar una segona trobada a Berlín convocada per organitzacions no governamentals. Fruit d'ambdues trobades van tenir lloc al desembre a Espanya les Primeres Jornades Nacionals per l'Alliberament de la Dona, que van precedir noves trobades feministes el 1976 marcant l'agenda feminista durant la transició espanyola.
Entre els anys 1975 i 1981 va patir -juntament amb altres dones feministes i organitzacions com el Front d'Alliberament de la Dona- diverses detencions policials i multes governatives pel seu activisme públic en la defensa dels drets de les dones dins de la Plataforma d'organitzacions feministes de l'Estat Espanyol.
El 1978 la nova Constitució espanyola va derogar els articles 449 i 452 del Codi Penal relatius a l'adulteri i l'amistançament, convertint-se en el punt de partida per a la revisió de situacions legals de discriminació contra les dones en aquest país. Pérez del Camp va formar part del moviment feminista que va abanderar la lluita per les reformes legals cap a la igualtat.
Els anys 1970 i 1980 va realitzar campanya, mitjançant xerrades i conferències per tot el territori nacional, a favor de la implantació del divorci a Espanya. Va proposar al Govern d'UCD, en nom de la seva Organització i d'altres Plataformes Feministes, un esborrany de projecte de llei, alguns dels articles de la qual van quedar recollits en el text governamental del Projecte de llei de divorci a Espanya el 1981 aprovat a les Corts.
El 1989 es crea la Federació d'Associacions de Dones Separades i Divorciades d'àmbit nacional i Pérez del Campo va assumir la presidència. També ha presidit la Unió Nacional d'Organitzacions Familiars (1988-1998), ha format part d'equips docents a màsters i postgraus de la UNED i de l'Institut de Recerques Feministes de la Universitat Complutense de Madrid i és vocal de l'Observatori de la Violència contra la Dona (Ministeri d'Igualtat) des de la seva creació.
Ha participat en jornades i a congressos de múltiples organitzacions de dones, destacant el Primer Congrés Nacional sobre la Violència Contra la Dona, organitzat per l'Associació de Dones Separades i Divorciades de Gijón, desenvolupant la ponència Cap a una Llei Integral. També va exigir al Govern campanyes contínues de sensibilització sobre els maltractaments a dones.
Ana María Pérez del Camp diu:
```
"On hi ha violència no hi ha igualtat" i "Ser iguals no és ser idèntiques".
[
10
]
```

«No podem parar perquè lluitem per un món millor. Les feministes mai deixarem de treballar fins a aconseguir la igualtat real. Però les joves no han d'oblidar la importància que té ser independents econòmicament».
El 1989, com a presidenta de la Federació d'Associacions de Dones Separades i Divorciades, va aconseguir una subvenció per a la construcció del Centre d'Atenció, Recuperació i Reinserció de Dones Maltractades i les seves filles/s, en detectar l'existència de violència de gènere en un alt percentatge de les dones que atenia en les seves associacions. El centre es va inaugurar en 1991 i en ell es desenvolupa un programa multidisciplinari de llarga durada i sota una perspectiva de gènere. Pérez del Camp ho va dirigir fins a l'any 2006.
Va ser membre del Consell Assessor de l'Institut de la Dona entre els anys 1989 i 1994
Va treballar en la redacció de l'esborrany del projecte de Llei de Divorci (7 de juliol de 1981) amb Francisco Fernández Ordoñez, Ministre de Justícia del Govern amb el partit UCD. Tant Ana María Pérez del Campo com l'Associació que presideix es van implicar activament en l'establiment de la Pensió Compensatòria article 97 del Codi Civil. Establerta la Llei de Divorci, la seva activitat en defensa dels drets de les dones s'intensifica i se centra en lluitar per la correcta aplicació de la Llei.
Va col·laborar en la redacció de la Llei de Mesures de Protecció Integral contra la Violència de Gènere.
S'ha manifestat en reiterades ocasions en contra de l'Avantprojecte de Llei sobre l'exercici de la Corresponsabilitat Parental en casos de nul·litat, separació o divorci, també coneguda com la “custòdia compartida imposada". El seu posicionament contra “la custòdia compartida imposada” li ha portat a ser expulsada de la Tribuna de convidats del Congrés i a no permetre-li entrada.
El març de 2017 commemorant els deu anys de l'aprovació de la Llei d'Igualtat, ha concedit entrevista i sempre insisteix en la necessitat de creure en la igualtat per poder aplicar la Llei.

## Premis
- Comadre d'Oro 1995. Tertúlia Feminista Els Comadres, Xixón.[14]
- Premi 8 de març de 1998. Confederal de la Dona UGT.
- Premi Ana Tutor 2001, atorgat per la Secretaria d'Igualtat del Partit Socialista de Madrid
- Premi de l'Institut de la Dona amb motiu del Dia Internacional de l'eliminació de la violència contra les dones en 2004[15]
- Creu d'Or de l'Ordre Civil de la Solidaritat Social, 2005[16]
- Medalla d'Or al Mèrit en el Treball (27 de gener de 2007)[17]
- Premi a la Promoció de Valors d'Igualtat del Ministeri d'Igualtat, 2009[18]
- Premi PARTICIPANT CREGUEM IGUALTAT, Consell de les Dones el Municipi de Madrid (2012).[19]
- Premi Internacional FADEMUR (Federació d'Associacions de Dones Rurals), 2013[20]
- Medalla de Plata del Ministeri d'Igualtat
- Medalla de Bronce de Portugal
- Premi LLIBERTES 2013 concedit pels socialistes d'Alcalá de Henares[21]
- Premi Rosa Manzano, Secretaria d'Igualtat del PSOE
- Premi Valdesana de l'Any 2005 (Associació de Dones Valdés Segle XXI, Luarca)[22]

## Obres

### Llibres
- Maltractament a la dona: una qüestió incomprendida editat per Hores i Hores, 1995[23]
- La contribució política feminista a la transició democràtica en El moviment feminista a Espanya en els anys 70. (2009) Editorial Càtedra Col·lecció Feminismes ISBN 9788437625782[24]
- Quadern de Dret Judicial, Consell General del Poder Judicial. Coautora. Escola Judicial any 2006
- Violència de Gènere. Una Visió Multidisciplinària. Coautora. Editorial Universitària Ramón Areces. Any 2008
- Principis Essencials i Dades Estadístiques d'un Estudi contra la Violència de Gènere. Any 2008[25]

De manera individual i col·lectiva Pérez del Campo ha signat nombrosos articles d'opinió i tribunes en moments històrics per a l'avanç dels drets de les dones a Espanya i sobre temes com el divorci, la violència de gènere, la custòdia compartida, etc.
- Divorci i benedicció episcopal 1979. El País[26]
- Zapatero, als teus... "zapatiestas 1980. El País[27]
- Divorci i "estabilitat" familiar 1981. El País[1]
- Obres són amors 2006. El País.[28]
- La política del pànic com a instrument de poder 2012. El País[29]
- Oprobi 2012. El País[30]
- Els fills com a instrument de la venjança de l'agressor. 2012 Público. Diverses autores.[31]
- Un difícil reemplaçament. En memòria de Soledad Cazorla. 2015. Europa Press[32]